# Gesamtanlage Zentrum Königsfeld

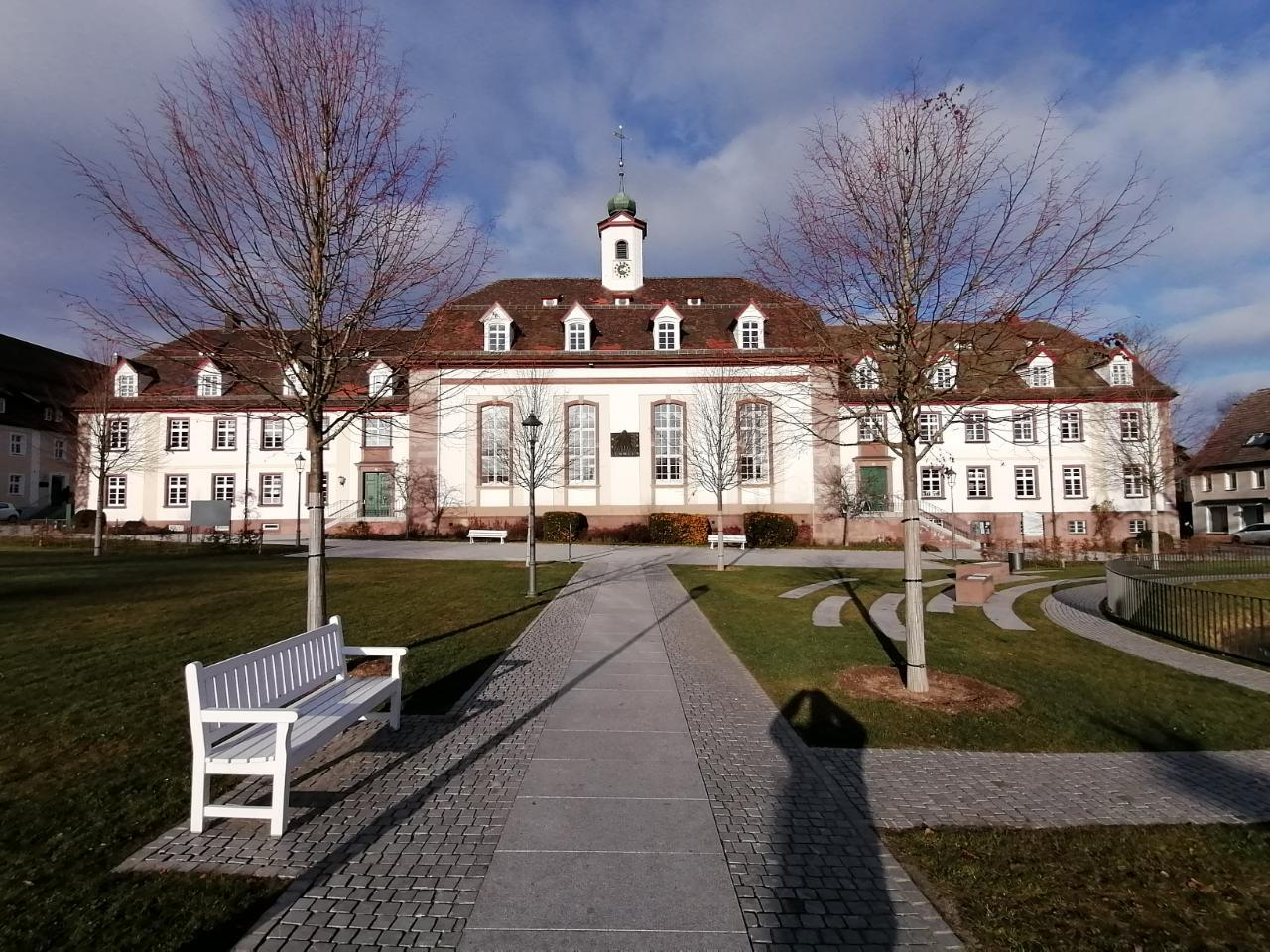
Kirchensaal der Brüdergemeine Königsfeld

Die Gesamtanlage Zentrum Königsfeld ist ein denkmalgeschütztes Ensemble in Königsfeld im Schwarzwald im Schwarzwald-Baar-Kreis in Baden-Württemberg. Geschützt ist seit 1980 die planmäßige Siedlung der Herrnhuter Brüdergemeine aus dem Jahr 1806.

## Allgemeines
Gesamtanlagen schützen gemäß § 19 Denkmalschutzgesetz Baden-Württemberg Straßen-, Platz- und Ortsbilder, an deren Erhaltung aus wissenschaftlichen, künstlerischen oder heimatgeschichtlichen Gründen ein besonderes öffentliches Interesse besteht. Geschützt ist das überlieferte Erscheinungsbild der Gesamtanlage mit seinen Bestandteilen und Merkmalen. Neben Bauwerken zählen dazu auch Straßen- und Platzräume oder Grün- und Freiflächen. Schützenswert können außerdem die topographische Lage, der Ortsgrundriss oder eine Stadtsilhouette sein. Der Gesamtanlagenschutz umfasst bei Gebäuden nur die von außen sichtbaren Teile; bei Kulturdenkmalen innerhalb der Gesamtanlage, die zusätzlich nach anderen Bestimmungen des Gesetzes geschützt sind, ist darüber hinaus auch das Innere Gegenstand des Denkmalschutzes.

## Beschreibung
Königsfeld war die erste Siedlungsgründung im Gebiet des heutigen Baden-Württemberg der 1727 in Herrnhut (Sachsen) durch Nikolaus Ludwig Graf von Zinzendorf ins Leben gerufenen protestantisch-pietistischen Brüdergemeine. 1807 begann man mit der Vermessung des Areals auf der Basis eines Gesamtplans, der einen regelmäßigen Grundriss nach Prinzipien zeigte, die auf antike Vorbilder zurückgehen und in der Renaissance sowie zur Zeit des Absolutismus wieder aufgenommen und weiterentwickelt wurden. Danach richtete sich in der Folgezeit die Bautätigkeit. Wie der Katasterplan von 1814 belegt, hat sich der planmäßige Siedlungsgrundriss seit der Gründung von 1806 nahezu unverändert erhalten. Lediglich einige Nachverdichtungen und geringere bauliche Änderungen sind zu erkennen. Aufgrund dieser Tatsachen handelt es sich bei Königsfeld um eine Gesamtanlage gemäß § 19 DSchG, an deren Erhaltung ein besonderes öffentliches Interesse besteht.